# Veliki Korinj
Veliki Korinj je vas v Občini Ivančna Gorica.